# 卷蛋糕
蛋糕卷或叫捲心蛋糕（英語：Swiss Roll），又稱瑞士卷，臺灣亦稱生乳卷，在香港又簡稱蛋卷，是一種卷狀蛋糕。「瑞士卷」一名由來不詳，雖然名为瑞士卷，卻與瑞士無關，是在十九世紀與巴滕伯格蛋糕、甜甜圈和維多利亞海綿蛋糕同期發明的。
在烤爐中將材料烤成薄薄的蛋糕，加上了果醬、鮮奶油（混糖奶油、牛奶蛋糊奶油等）和切碎了的果肉，捲成卷狀，还可以加上混和的可可粉和咖啡粉，形成鬆軟海綿質感的蛋糕卷。蛋糕卷在法國是聖誕蛋糕的一種。

## 種類
日本
日本山崎麵包公司於昭和33年（1958年）開始發售「瑞士卷」（スイスロール），這是把厚厚的海綿蛋糕塗上一層薄的奶油然後捲起來，結果大受歡迎。也有公司把奶油換成果醬。蛋糕卷在日本被稱為（roll cake）。
香港
香港將瑞士卷簡稱「卷蛋」，源自英國，也有稱是來自德國的糕餅師引入，在1940年代以前已在香港出現，並且產生本地化的版本，香港飽餅店的港式卷蛋的牛油忌廉餡料做法和歐洲版本不同，不是將糖水與牛油一起打發，而是把糖煮成糖水後撞入蛋液中，再與牛油拌勻，最後加入食油，使打發出來的牛油忌廉更輕浮順滑，減少膩滯感，亦有稱港式忌廉的出現是和以前鮮忌廉價格昂貴有關，故而使用較廉價的食材調配本地化的忌廉來做糕餅。雖然卷蛋在1960年代已流行於香港的包餅店，但當年的西式糕餅仍是高價的食物，一整條卷蛋的售價昂貴，而且雪櫃在當年的平民家庭也未普及，忌廉糕餅不易保存，故此當年流行將卷蛋切片發售，單件售價相宜，成為卷蛋在香港普及的原因。現在除了常見的牛油，朱古力及咖啡味的忌廉餡料外，士多啤梨和香橙味也十分流行，亦有加入朱古力粉、咖啡粉的海綿蛋糕做成的卷蛋，現在也有紅茶口味，還有再於卷蛋上塗抹一層忌廉並加入芒果、士多啤梨或藍莓的版本。
臺灣
常見口味與香港相同，餡料增加芒果、鳳梨、芋头口味。另有台湾独创的奶凍卷。